# پالولیبرترینیسم
پالولیبرترینیسم (به انگلیسی: Paleolibertarianism) مکتبی فکری از زیرمجموعه‌های لیبرالیسم در ایالات متحده آمریکاست که با نام اقتصاددان متاخر موری راتبارد و انستیتو لودویگ فن میزس گره خورده‌است. در این مکتب مخالفت آزادی‌خواهانه با همه گونه‌های دخالت دولت در اقتصاد، فرهنگ، جامعه و حتی در سطح بین‌المللی مبنا قرار گرفته و با نوعی محافظه‌کاری در اندیشه و رفتار اجتماعی ترکیب شده‌است و به این ترتیب با نوع هرزه‌درای آزادی‌خواهی که «آزادی از اخلاق بورژوازی و اقتدار جامعه» را تبلیغ می‌کند نیز مخالف است.
اقتصاد مکتب اتریش، ضدیت با فدرالیسم، مخالفت با جنگ، لیبرترینیسم میزسی، و آنارکو کاپیتالیسم به شدت روی اندیشه‌های این مکتب دربارهٔ دولت، تجارت و مهاجرت تأثیرگذار بوده‌اند.

## بنیان‌ها
در ژانویه ۱۹۹۰، لولین راکول در مجله لیبرتی، «پرونده‌ای برای پالئولیبرترینیسم» را منتشر کرد. راکول با اشاره به مصرف مواد مخدر توسط لیبرترینها و نامزدی یک روسپی به عنوان نماینده حزب لیبرتارین، اعلام کرد: «تنها راه جداسازی پیوند میان آزادی‌خواهی و بی‌بندی و باری، یک بحث تطهیر کننده است.» او اعلام کرد که «عکاسی پورنوگرافی، نقاشی آشوب، موسیقی ناموزون، ادبیات ساختارشکنانه و فیلم‌های مدرنیست هیچ اشتراکی با دستورکار سیاسی لیبرترین ندارند، و مهم هم نیست که چه تعداد از افراد لیبرترین ممکن است در این حوزه‌ها حاضر باشند». او با توضیح این که چرا محافظه‌کاری فرهنگی استدلال بهتری به نفع آزادی طبقه متوسط فراهم می‌کند، پیش‌بینی کرد که «در جنبش جدید، لیبرترین‌هایی که فساد کنونی را نمایندگی می‌کنند، و حزب لیبرترین که میز خطابه اهریمنی آنان بوده نیز، حذف خواهند شد.»
در سال ۲۰۰۳ کارن دکوستر از راکول چنین نقل کرد:
پالئولیبرترینیسم با لرد اکتون هم‌سخن است که آزادی غایی‌ترین آرمان سیاسی انسان است و هرگونه دخالت دولتی، در اقتصاد، فرهنگ و جامعه، حمله‌ای علیه رفاه اخلاق و خود تمدن بورژوازی محسوب می‌شود و باید با هر سطحی از آن بی هیچ مماشاتی برخورد کرد. این اندیشه به دلیل ریشه‌هایی که در آثار موری راتبارد و پیشینیانش یعنی لودویگ فن میزس، آلبرت جی. ناک و کل راست قدیم دارد «پالئو» است، کسانی که با نظم نوین مخالف بودند و جمهوری‌خواهی، حقوق مالکیت و تمرکززدایی را دنبال می‌کردند. به همین میزان مهم است که بدانیم پالئولیبرترینیسم مخالف سیاست‌زدگی و سیاسی‌سازی لیبرترینیسم است که در دهه هشتاد آغاز شد. زمانی که سازمان‌های بزرگ به واشینگتن رفتند و زبان آزادی را به عنوان کیفی برای جمع‌آوری گزینه‌های سیاسی به کار گرفتند. به جای اصول، به ما ائتلاف سیاسی می‌دهند و به جای اندیشه‌های درخشان، ابتذال بازاری.»
پالولیبرالیسم اغلب با ایده دولت محدود مشروطه و اندیشه‌های ضد فدرالیسم شناخته می‌شود که گاهی به نقد آبراهام لینکلن می‌پردازد چرا که آمریکا را به سوی یک دولت متمرکز مدیریت‌کننده پیش برد. پالولیبرترین‌ها با هانس هرمان هپه موافقند که می‌گوید در جهانی که مالکیت به‌طور کامل خصوصی باشد حتی مسئله مهاجرت و قوانین آن نیز باید توسط مالکان فردی تصمیم‌گیری شود و نه دولت.
جاستین ریموندو در سال ۱۹۹۳ در کتابش با عنوان خیزش دوباره راست در آمریکا، پالولیبرترینیسم را با راست قدیم آمریکا مرتبط دانست. هانس هرمان هپه در کتابش با عنوان دموکراسی: خداوند شکست خورده می‌نویسد که «محافظه‌کاران امروز باید لبرترین‌های ضد دولت باشند و همین قدر هم مهم است که لیبرترین‌ها محافظه‌کار باشند.

## انشعاب ازمحافظه‌کاری
موری راتبارد در سال ۱۹۹۲ اعلام کرد که با رهبری پت بوچنن سوسیال دموکراسی را در هم خواهیم شکست. سه سال بعد او گفت که بوکانان زیادی به برنامه‌ریزی اقتصادی و قدرت متمرکز دولتی ایمان آورده‌است.
راکول سال ۲۰۰۰ نوشت که «پالئویسم» نمرده، و تنها مسئله این است که بوکانان فرد مناسبی برای رهبری یک جنبش طبقه متوسط نیست. او نوشت:
 لبرترین‌های جنبش پالو، تلاش بسیار کردند تا با اندیشه‌های سیاسی دولت‌گرای خاص بوچنن کنار بیایند. اما تعصبات ضد بازار آزاد او حالا دیگر رو شده و در واقع بخشی مرکزی از کمپین او شده‌است. اندیشه پشت سر جنبش پالو، رسوا کردن معاملات ایدئولوژیک بود نه پیروی کورکورانه از یک سیاست‌مدار جاه‌طلب.